# Louis Renard (1887-1969)
 (janvier 2018).
Pour les articles homonymes, voir Renard et Louis Renard.
Louis Renard, né le 24 juin 1887 à Deluz (Doubs) et mort le 4 janvier 1969 à Héricourt (Haute-Saône), est un syndicaliste, militant communiste, secrétaire de la Fédération communiste indépendante de l’Est, et historien français.

## Biographie
Instituteur à sa sortie de l'école normale de Besançon, en 1907, il fait partie des rares enseignants à braver l'interdiction d'activité syndicale pour fonder, en 1912, un groupe syndical d'instituteurs dans le Doubs, au même moment qu'il adhère à la SFIO. Mobilisé pendant la Première guerre mondiale, il est décoré de la Croix de Guerre à son retour de captivité, en 1919.
Il reprend alors son métier d'instituteur, à Valentigney. Il devient secrétaire du syndicat des instituteurs du département, qui est jugé illégal par l'administration et se dissout en novembre 1920. Renard, en désaccord avec cette décision, décide de reconstituer un syndicat, affilié à la Fédération des membres de l'enseignement laïc, ce qui lui vaut un avertissement de la part de l'Inspecteur d'académie. 
Après le congrès de Tours, il opte pour le Parti communiste, qu'il représente aux élections législatives de 1924 et 1928. Mais il entre alors en conflit avec la direction du parti, d'une part pour s'être désisté au second tour, mais aussi pour son engagement dans le mouvement coopératif local, ce qui se termine par sa dénonciation comme ennemi par la presse du parti début 1932. En novembre, Louis Renard est à l'origine, avec Paul Rassinier, de la création de la Fédération communiste indépendante de l'Est, dont il est élu secrétaire général.
En 1934, cependant, il retourne à la SFIO, sans y occuper de responsabilité particulière. Il est essentiellement impliqué dans l'activité coopérative, devant même du comité nationale de « La Fraternelle » en 1937.
Il se consacre aussi à la rédaction d'ouvrages historiques. Après la guerre, critiqué pour son attitude pendant l'occupation, il se retire de l'activité militante et coopérative et se consacre à son activité d'écrivain, qui lui vaut, en 1963, un des prix décernés par l'académie des sciences morales et politiques.

## Principales publications
- Le Mouvement coopératif de consommation en France, Presses universitaires de France, 1938
- Histoire illustrée du pays de Montbéliard, Impr. montbéliardaise, 1941
- La Franche-Comté, histoire et civilisation, Besançon, Jacques et Demontrond, Camponovo, 1943 (rééd. 1947 et 1950).

## Distinctions
- Croix de guerre 1914–1918